# Danh sách tiểu hành tinh: 13901–14000
| Tên                   | Tên đầu tiên | Ngày phát hiện       | Nơi phát hiện          | Người phát hiện                                        |
| --------------------- | ------------ | -------------------- | ---------------------- | ------------------------------------------------------ |
| 13901 -               | 1140 T-3     | 17 tháng 10 năm 1977 | Palomar                | C. J. van Houten, I. van Houten-Groeneveld, T. Gehrels |
| 13902 -               | 4205 T-3     | 16 tháng 10 năm 1977 | Palomar                | C. J. van Houten, I. van Houten-Groeneveld, T. Gehrels |
| 13903 -               | 1975 ST      | 30 tháng 9 năm 1975  | Palomar                | S. J. Bus                                              |
| 13904 Univinnitsa     | 1975 TJ3     | 3 tháng 10 năm 1975  | Nauchnij               | L. I. Chernykh                                         |
| 13905 -               | 1976 QA      | 27 tháng 8 năm 1976  | Palomar                | S. J. Bus                                              |
| 13906 Shunda          | 1977 QD2     | 20 tháng 8 năm 1977  | Nauchnij               | N. S. Chernykh                                         |
| 13907 -               | 1977 RS17    | 9 tháng 9 năm 1977   | Palomar                | C. M. Olmstead                                         |
| 13908 Wölbern         | 1978 RH9     | 2 tháng 9 năm 1978   | La Silla               | C.-I. Lagerkvist                                       |
| 13909 -               | 1978 VD8     | 7 tháng 11 năm 1978  | Palomar                | E. F. Helin, S. J. Bus                                 |
| 13910 -               | 1979 MH3     | 25 tháng 6 năm 1979  | Siding Spring          | E. F. Helin, S. J. Bus                                 |
| 13911 -               | 1979 QT1     | 22 tháng 8 năm 1979  | La Silla               | C.-I. Lagerkvist                                       |
| 13912 -               | 1979 QA2     | 22 tháng 8 năm 1979  | La Silla               | C.-I. Lagerkvist                                       |
| 13913 -               | 1979 SO      | 25 tháng 9 năm 1979  | Kleť                   | A. Mrkos                                               |
| 13914 Galegant        | 1980 LC1     | 11 tháng 6 năm 1980  | Palomar                | C. S. Shoemaker                                        |
| 13915 Yalow           | 1982 KH1     | 27 tháng 5 năm 1982  | Palomar                | C. S. Shoemaker, S. J. Bus                             |
| 13916 Bernolák        | 1982 QA2     | 23 tháng 8 năm 1982  | Piszkéstető            | M. Antal                                               |
| 13917 Correggia       | 1984 EQ      | 6 tháng 3 năm 1984   | Anderson Mesa          | E. Bowell                                              |
| 13918 Tsukinada       | 1984 QB      | 24 tháng 8 năm 1984  | Geisei                 | T. Seki                                                |
| 13919 -               | 1984 SO4     | 21 tháng 9 năm 1984  | La Silla               | H. Debehogne                                           |
| 13920 Montecorvino    | 1985 PE1     | 15 tháng 8 năm 1985  | Anderson Mesa          | E. Bowell                                              |
| 13921 Sgarbini        | 1985 RP      | 14 tháng 9 năm 1985  | Anderson Mesa          | E. Bowell                                              |
| 13922 Kremenia        | 1985 SX2     | 19 tháng 9 năm 1985  | Nauchnij               | N. S. Chernykh, L. I. Chernykh                         |
| 13923 Peterhof        | 1985 UA5     | 22 tháng 10 năm 1985 | Nauchnij               | L. V. Zhuravleva                                       |
| 13924 -               | 1986 PE1     | 1 tháng 8 năm 1986   | Palomar                | E. F. Helin                                            |
| 13925 -               | 1986 QS3     | 29 tháng 8 năm 1986  | La Silla               | H. Debehogne                                           |
| 13926 Berners-Lee     | 1986 XT      | 2 tháng 12 năm 1986  | Anderson Mesa          | E. Bowell                                              |
| 13927 Grundy          | 1987 SV3     | 16 tháng 9 năm 1987  | Anderson Mesa          | E. Bowell                                              |
| 13928 Aaronrogers     | 1987 UT      | 16 tháng 10 năm 1987 | Anderson Mesa          | E. Bowell                                              |
| 13929 -               | 1988 PL      | 13 tháng 8 năm 1988  | Siding Spring          | R. H. McNaught                                         |
| 13930 Tashko          | 1988 RQ8     | 12 tháng 9 năm 1988  | Smolyan                | V. G. Shkodrov                                         |
| 13931 -               | 1988 RF13    | 14 tháng 9 năm 1988  | Cerro Tololo           | S. J. Bus                                              |
| 13932 -               | 1988 SL1     | 18 tháng 9 năm 1988  | La Silla               | ESO                                                    |
| 13933 Charleville     | 1988 VE1     | 2 tháng 11 năm 1988  | Geisei                 | T. Seki                                                |
| 13934 -               | 1988 XE2     | 11 tháng 12 năm 1988 | Gekko                  | Y. Oshima                                              |
| 13935 -               | 1989 EE      | 4 tháng 3 năm 1989   | Palomar                | E. F. Helin                                            |
| 13936 -               | 1989 HC      | 30 tháng 4 năm 1989  | Palomar                | E. F. Helin                                            |
| 13937 Roberthargraves | 1989 PU      | 2 tháng 8 năm 1989   | Palomar                | C. S. Shoemaker, E. M. Shoemaker                       |
| 13938 -               | 1989 RP1     | 5 tháng 9 năm 1989   | Palomar                | E. F. Helin                                            |
| 13939 -               | 1989 SJ2     | 16 tháng 9 năm 1989  | La Silla               | E. W. Elst                                             |
| 13940 -               | 1989 SZ3     | 16 tháng 9 năm 1989  | La Silla               | E. W. Elst                                             |
| 13941 -               | 1989 TF14    | 2 tháng 10 năm 1989  | La Silla               | H. Debehogne                                           |
| 13942 Shiratakihime   | 1989 VS2     | 2 tháng 11 năm 1989  | Kitami                 | K. Endate, K. Watanabe                                 |
| 13943 -               | 1990 HG      | 26 tháng 4 năm 1990  | Palomar                | E. F. Helin                                            |
| 13944 -               | 1990 OX1     | 29 tháng 7 năm 1990  | Palomar                | H. E. Holt                                             |
| 13945 -               | 1990 OH2     | 29 tháng 7 năm 1990  | Palomar                | H. E. Holt                                             |
| 13946 -               | 1990 OK3     | 27 tháng 7 năm 1990  | Palomar                | H. E. Holt                                             |
| 13947 -               | 1990 QB5     | 24 tháng 8 năm 1990  | Palomar                | H. E. Holt                                             |
| 13948 -               | 1990 QB6     | 24 tháng 8 năm 1990  | Palomar                | H. E. Holt                                             |
| 13949 -               | 1990 RN3     | 14 tháng 9 năm 1990  | Palomar                | H. E. Holt                                             |
| 13950 -               | 1990 RP9     | 14 tháng 9 năm 1990  | Palomar                | H. E. Holt                                             |
| 13951 -               | 1990 SD5     | 22 tháng 9 năm 1990  | La Silla               | E. W. Elst                                             |
| 13952 -               | 1990 SN6     | 22 tháng 9 năm 1990  | La Silla               | E. W. Elst                                             |
| 13953 -               | 1990 TO4     | 9 tháng 10 năm 1990  | Siding Spring          | R. H. McNaught                                         |
| 13954 Born            | 1990 TF8     | 13 tháng 10 năm 1990 | Tautenburg Observatory | F. Börngen, L. D. Schmadel                             |
| 13955 -               | 1990 UA2     | 21 tháng 10 năm 1990 | Oohira                 | T. Urata                                               |
| 13956 Banks           | 1990 VG6     | 15 tháng 11 năm 1990 | La Silla               | E. W. Elst                                             |
| 13957 -               | 1991 AG2     | 7 tháng 1 năm 1991   | Siding Spring          | R. H. McNaught                                         |
| 13958 -               | 1991 DY      | 19 tháng 2 năm 1991  | Palomar                | E. F. Helin                                            |
| 13959 -               | 1991 EL4     | 12 tháng 3 năm 1991  | La Silla               | H. Debehogne                                           |
| 13960 -               | 1991 GF8     | 8 tháng 4 năm 1991   | La Silla               | E. W. Elst                                             |
| 13961 -               | 1991 PV      | 5 tháng 8 năm 1991   | Palomar                | H. E. Holt                                             |
| 13962 Delambre        | 1991 PO4     | 3 tháng 8 năm 1991   | La Silla               | E. W. Elst                                             |
| 13963 Euphrates       | 1991 PT4     | 3 tháng 8 năm 1991   | La Silla               | E. W. Elst                                             |
| 13964 La Billardière  | 1991 PO5     | 3 tháng 8 năm 1991   | La Silla               | E. W. Elst                                             |
| 13965 -               | 1991 PL8     | 5 tháng 8 năm 1991   | Palomar                | H. E. Holt                                             |
| 13966 -               | 1991 PR16    | 7 tháng 8 năm 1991   | Palomar                | H. E. Holt                                             |
| 13967 -               | 1991 QJ      | 31 tháng 8 năm 1991  | Kiyosato               | S. Otomo                                               |
| 13968 -               | 1991 RE7     | 2 tháng 9 năm 1991   | Siding Spring          | R. H. McNaught                                         |
| 13969 -               | 1991 RK26    | 11 tháng 9 năm 1991  | Palomar                | H. E. Holt                                             |
| 13970 -               | 1991 RH27    | 13 tháng 9 năm 1991  | Palomar                | H. E. Holt                                             |
| 13971 -               | 1991 UF1     | 18 tháng 10 năm 1991 | Kushiro                | S. Ueda, H. Kaneda                                     |
| 13972 -               | 1991 UN3     | 31 tháng 10 năm 1991 | Kushiro                | S. Ueda, H. Kaneda                                     |
| 13973 -               | 1991 UZ3     | 31 tháng 10 năm 1991 | Kushiro                | S. Ueda, H. Kaneda                                     |
| 13974 -               | 1991 YC      | 28 tháng 12 năm 1991 | Yakiimo                | A. Natori, T. Urata                                    |
| 13975 -               | 1992 BP2     | 30 tháng 1 năm 1992  | La Silla               | E. W. Elst                                             |
| 13976 -               | 1992 EZ6     | 1 tháng 3 năm 1992   | La Silla               | UESAC                                                  |
| 13977 Frisch          | 1992 HJ7     | 29 tháng 4 năm 1992  | Tautenburg Observatory | F. Börngen                                             |
| 13978 Hiwasa          | 1992 JQ      | 4 tháng 5 năm 1992   | Geisei                 | T. Seki                                                |
| 13979 -               | 1992 JH3     | 8 tháng 5 năm 1992   | La Silla               | H. Debehogne                                           |
| 13980 Neuhauser       | 1992 NS      | 2 tháng 7 năm 1992   | Palomar                | E. F. Helin                                            |
| 13981 -               | 1992 OT9     | 28 tháng 7 năm 1992  | La Silla               | H. Debehogne, Á. López G.                              |
| 13982 Thunberg        | 1992 RB3     | 2 tháng 9 năm 1992   | La Silla               | E. W. Elst                                             |
| 13983 -               | 1992 RJ5     | 2 tháng 9 năm 1992   | La Silla               | E. W. Elst                                             |
| 13984 -               | 1992 RM7     | 2 tháng 9 năm 1992   | La Silla               | E. W. Elst                                             |
| 13985 -               | 1992 UH3     | 22 tháng 10 năm 1992 | Kushiro                | S. Ueda, H. Kaneda                                     |
| 13986 -               | 1992 WA4     | 21 tháng 11 năm 1992 | Kushiro                | S. Ueda, H. Kaneda                                     |
| 13987 -               | 1992 WK9     | 16 tháng 11 năm 1992 | Kushiro                | S. Ueda, H. Kaneda                                     |
| 13988 -               | 1992 YG2     | 18 tháng 12 năm 1992 | Caussols               | E. W. Elst                                             |
| 13989 Murikabushi     | 1993 BG      | 16 tháng 1 năm 1993  | Geisei                 | T. Seki                                                |
| 13990 -               | 1993 EK      | 2 tháng 3 năm 1993   | Oohira                 | T. Urata                                               |
| 13991 Kenphillips     | 1993 FZ6     | 17 tháng 3 năm 1993  | La Silla               | UESAC                                                  |
| 13992 Cesarebarbieri  | 1993 FL8     | 17 tháng 3 năm 1993  | La Silla               | UESAC                                                  |
| 13993 Clemenssimmer   | 1993 FN9     | 17 tháng 3 năm 1993  | La Silla               | UESAC                                                  |
| 13994 Tuominen        | 1993 FA15    | 17 tháng 3 năm 1993  | La Silla               | UESAC                                                  |
| 13995 Tõravere        | 1993 FV16    | 19 tháng 3 năm 1993  | La Silla               | UESAC                                                  |
| 13996 -               | 1993 FH20    | 19 tháng 3 năm 1993  | La Silla               | UESAC                                                  |
| 13997 -               | 1993 FB32    | 19 tháng 3 năm 1993  | La Silla               | UESAC                                                  |
| 13998 -               | 1993 FL39    | 19 tháng 3 năm 1993  | La Silla               | UESAC                                                  |
| 13999 -               | 1993 FH43    | 19 tháng 3 năm 1993  | La Silla               | UESAC                                                  |
| 14000 -               | 1993 FZ55    | 17 tháng 3 năm 1993  | La Silla               | UESAC                                                  |